# Bomolocha umbralis
Bomolocha umbralis är en fjärilsart som beskrevs av Smith 1884. Bomolocha umbralis ingår i släktet Bomolocha och familjen nattflyn. Inga underarter finns listade i Catalogue of Life.